# Campionati europei di nuoto in vasca corta 2011 - 200 metri misti femminili
La gara dei 200 metri misti femminili degli europei di Stettino 2011 si è svolta l'8 dicembre 2011. Le batterie di qualificazione si sono disputate nella mattina e la finale nel pomeriggio.

## Medaglie
| Posizione | Atleta                 | Paese         |
| --------- | ---------------------- | ------------- |
| Oro       | Mireia Belmonte García | Spagna        |
| Argento   | Evelyn Verrasztó       | Ungheria      |
| Bronzo    | Hannah Miley           | Gran Bretagna |

## Qualifiche
| Pos. | Atleta                 | Nazionalità   | Tempo   | Batteria | Corsia | Note |
| ---- | ---------------------- | ------------- | ------- | -------- | ------ | ---- |
| 1    | Evelyn Verrasztó       | Ungheria      | 2'09”29 | 4        | 4      | Q    |
| 2    | Viktoriya Andreeva     | Russia        | 2'10”11 | 4        | 5      | Q    |
| 3    | Hannah Miley           | Gran Bretagna | 2'10”26 | 5        | 5      | Q    |
| 4    | Ganna Dzerkal’         | Ucraina       | 2'10”57 | 1        | 4      | Q    |
| 5    | Mireia Belmonte García | Spagna        | 2'10”66 | 5        | 4      | Q    |
| 6    | Amit Ivri              | Israele       | 2'10”81 | 4        | 8      | Q    |
| 7    | Lisa Zaiser            | Austria       | 2'10”89 | 4        | 2      | Q    |
| 8    | Wendy Van der Zanden   | Paesi Bassi   | 2'10”90 | 3        | 8      | Q    |
| 9    | Barbora Zavadova       | Rep. Ceca     | 2'10”99 | 5        | 2      | Q    |
| 10   | Theresa Michalak       | Germania      | 2'11”10 | 3        | 4      | Q    |
| 11   | Ida Sandin             | Svezia        | 2'11”41 | 4        | 3      |      |
| 11   | Fanny Lecluyse         | Belgio        | 2'11”41 | 4        | 1      |      |
| 13   | Siobhan Marie O’Connor | Gran Bretagna | 2'11”64 | 1        | 3      |      |
| 14   | Kristina Kochetkova    | Russia        | 2'11”88 | 5        | 8      |      |
| 15   | Ekaterina Andreeva     | Russia        | 2'11”95 | 5        | 7      |      |
| 16   | Sophie De Ronchi       | Francia       | 2'12”07 | 3        | 3      |      |
| 17   | Karolina Szczepaniak   | Polonia       | 2'12”08 | 2        | 2      |      |
| 18   | Daria Belyakina        | Russia        | 2'12”44 | 4        | 6      |      |
| 19   | Grainne Murphy         | Irlanda       | 2'12”71 | 5        | 0      |      |
| 20   | Alicja Tchórz          | Polonia       | 2'12”75 | 3        | 7      |      |
| 21   | Katrine Holm Sørensen  | Danimarca     | 2'12”87 | 5        | 1      |      |
| 22   | Marussia Pietrocola    | Italia        | 2'12”88 | 5        | 3      |      |
| 23   | Ingvild Snildal        | Norvegia      | 2'12”92 | 5        | 6      |      |

## Finale
| Pos. | Atleta                 | Nazionalità   | Tempo   | Corsia |
| ---- | ---------------------- | ------------- | ------- | ------ |
| 1    | Mireia Belmonte García | Spagna        | 2:07.06 | 2      |
| 2    | Evelyn Verrasztó       | Ungheria      | 2:08.28 | 4      |
| 3    | Hannah Miley           | Gran Bretagna | 2:08.34 | 3      |
| 4    | Theresa Michalak       | Germania      | 2:09.19 | 9      |
| 5    | Viktoriya Andreeva     | Russia        | 2:09.37 | 5      |
| 6    | Wendy Van der Zanden   | Paesi Bassi   | 2:09.66 | 8      |
| 7    | Barbora Zavadoa        | Rep. Ceca     | 2:09.70 | 0      |
| 8    | Lisa Zaiser            | Austria       | 2:09.71 | 1      |
| 9    | Ganna Dzerkal’         | Ucraina       | 2:10.67 | 6      |
| 10   | Amit Ivri              | Israele       | 2:11.34 | 7      |